# 富山県立南砺総合高等学校
富山県立南砺総合高等学校（とやまけんりつ なんとそうごうこうとうがっこう）は、2005年（平成17年）度から2009年（平成21年）度まで富山県南砺市の4つの県立高等学校の間で行われた連携事業。
各校の校名に「南砺総合高等学校」を冠し、4校を「富山県立南砺総合高等学校」と総称した。事業の内容はインターネットを利用した学校間の双方向授業、合同部活動、様々な学校行事の共同開催など。これらの取り組みのうち、効果が高いと判断されたものは2010年（平成22年）度以降も継続されている。それぞれの学校は独自性を残し、個別に運営されていた。
2010年（平成22年）度より井波高校は福野高校に統合され、井波高校以外の3校は校名から「総合高等学校」が除かれた。

## 参加校
- 富山県立南砺総合高等学校平高等学校（旧富山県立平高等学校、現富山県立南砺平高等学校）
- 富山県立南砺総合高等学校福野高等学校（旧富山県立福野高等学校、現富山県立南砺福野高等学校）
- 富山県立南砺総合高等学校福光高等学校（旧富山県立福光高等学校、富山県立南砺福光高等学校を経て現在は福野高校に統合）
- 富山県立南砺総合高等学校井波高等学校（旧富山県立井波高等学校、現在は福野高校に統合）